# 小行星5376
小行星5376（英語：5376）是一颗围绕太阳公转的小行星。1990年2月16日，上田清二、金田宏在钏路市发现了此天体。
这颗小行星的绝对星等为98.72791764676332等。